# Entorrhiza aschersoniana
Entorrhiza aschersoniana är en svampart som först beskrevs av Paul Wilhelm Magnus, och fick sitt nu gällande namn av Gustaf Lagerheim 1888. Entorrhiza aschersoniana ingår i släktet Entorrhiza och familjen Entorrhizaceae.   Inga underarter finns listade i Catalogue of Life.